# 1941 en sociologie
| Années de la sociologie : 1938 - 1939 - 1940 - 1941 - 1942 - 1943 - 1944    |
| Décennies de la sociologie : 1910 - 1920 - 1930 - 1940 - 1950 - 1960 - 1970 |

Cet article présente les événements de l'année 1941 dans le domaine de la sociologie. 

## Publications

### Livres
- James Burnham, The Managerial Revolution : What is Happening in the World, New York, John Day Company, (traduit en français en 1947 sous le titre L'Ère des organisateurs)  (ISBN 978-0-8371-5678-1)
- Antonio Caso, Positivismo, neopositivismo y fenomenología
- Melville J. Herskovits, The Myth of the Negro Past
- Maurice Halbwachs, La topographie légendaire des Évangiles en Terre Sainte ; étude de mémoire collective
- George C. Homans, English villages in the Thirteenth Century
- Harold Dwight Lasswell, The Garrison State
- Herbert Marcuse, Reason and Revolution
- Karl Marx, Principes d’une Critique de l’Économie Politique ou Grundrisse (écrit en 1858)
- Pitirim Sorokin, Social and Cultural Dynamics
- William Lloyd Warner, Social Life of a Modern Community
- Jacques et René Wittmann, Œuvres de F. Le Play I : Principes de paix sociale – La famille (publiés sous la direction de), Paris, Éditions d’histoire et d’art, Librairie Plon, coll. "Les cahiers de l’unité française"

### Articles
- Dinko Tomašić, « Sociology in Yugoslavia » in American Journal of Sociology (avec un chapitre « Sociology in Croatia »).

## Naissances
- Jean Baubérot, historien et sociologue français.
- Janine Brouard, sociologue et ethnologue français.
- Catherine Lévy, sociologue français.
- Humphry Knipe, sociologue sud-africain.
- Calvin Veltman, sociologue, démographe et sociolinguiste québécois.
- Benjamin Zablocki (en), professeur de sociologie des religions américain.

## Décès
- 18 mai : Werner Sombart (né le 19 janvier 1863), économiste et sociologue allemand.
- Gaetano Mosca (né en 1858), théoricien italien.
- Robert Putnam, science politique, États-Unis.